# Chiese scomparse di Roma
Le chiese scomparse di Roma sono luoghi di culto cattolici che sorgevano in passato, nel centro urbano e fuori le mura, nella città eterna e che sono a tutt'oggi traccia della memoria storica cittadina. Alcune di esse sono totalmente scomparse mentre altre, quelle sconsacrate, sono scomparse come luogo di culto ma hanno ancora l'edificio in parte o del tutto presente nell'urbanistica della città.

## Lista non esaustiva delle chiese scomparse
- Sant'Abbaciro ad Elephantum
- Sant'Abbaciro delle Milizie
- Santi Abdon e Sennen al Colosseo
- Sant'Agapito in Vincula
- Sant'Alberto Magno del Gonfalone
- Sant'Alessandro
- Sant'Ambrogio in Vaticano
- Sant'Andrea Catabarbara patricia
- Sant'Andrea de Biberatica
- Sant'Andrea della Colonna
- Sant'Andrea della Strada
- Sant'Andrea in Vincis
- Sant'Andrea Nazareno
- Santi Andrea e Francesco da Paola delle Fratte
- Santi Angeli Custodi al Tritone
- Sant'Angelo de Miccinellis
- Sant'Angelo delle Fornaci
- Sant'Aniano dei Ciabattini
- Sant'Anna dei Calzettari
- Sant'Anna dei Falegnami
- Santissima Annunziata al Foro di Augusto
- Sant'Antonio da Padova al Gianicolo
- Sant'Apollonia
- Sant'Aurea
- San Barnaba de Porta
- San Bartolomeo dei Vaccinari
- San Basilio al Foro di Augusto
- San Benedetto in Arenula
- San Bernardo della Compagnia
- San Biagio ai Monti
- San Biagio de Mercato
- San Biagio della Fossa
- Santa Bonosa
- San Caio
- Santa Cecilia all'Arco Savello
- Santa Cecilia de Pantaleis
- Santa Cecilia de Turre Campi
- Santa Cecilia della Fossa
- San Cesareo alla Regola
- San Cesareo in Palatio
- San Ciriaco alle Terme di Diocleziano
- Santa Chiara al Quirinale
- Santi Cosma e Damiano de Monte Granato
- Santi Cosma e Damiano in Banchi
- Santa Croce a Montecitorio
- Santa Croce di Monte Mario
- Santa Croce a Via Ostiense
- Santissimo Crocifisso Agonizzante in Arcione
- Santissimo Crocifisso della Ferratella
- Santissimo Crocifisso nel Cimitero di Santo Spirito
- Sacro Cuore di Gesù a Prenestino
- San Dionisio alle Quattro Fontane
- Sant'Egidio in Trastevere[1]
- Sant'Elena dei Credenzieri
- Sant'Eligio dei Sellai
- Sant'Elisabetta dei Fornari
- Sant'Eufemia al Foro Traiano
- Sacra Famiglia a via Sommacampagna
- Santi Faustino e Giovita
- San Filippo Neri in Borgo
- Santa Francesca Romana a Strada Felice
- San Francesco d'Assisi alla Regola
- Santa Galla
- San Giacomo a Scossacavalli
- San Giacomo del Colosseo
- Santi Giacomo e Lorenzo martiri
- San Giovanni Battista degli Spinelli
- San Giovanni Berchmans
- San Giovanni de' Bertoni
- San Giovanni Decollato a Ponte Sant'Angelo
- San Giovanni in Campo Turriciano
- San Giovanni in Clivo Plumbeo
- San Giuliano ai Monti
- San Giuliano all'Esquilino
- San Giuliano in Banchi Nuovi
- San Giuliano l'Ospitaliere
- San Gregorio Taumaturgo
- Santissima Incarnazione del Verbo Divino
- Santi Innocenti
- Sant'Isidoro alle Terme
- San Lazzaro alla Marmorata
- Leonardo e Romualdo
- Leonardo de Albis
- San Leone
- San Lorenzo ai Monti
- San Lorenzo in Nicolanaso
- Santa Lucia alle Botteghe Oscure
- Santa Lucia della Colonna
- Santa Lucia Vecchia
- Santa Maria dei Calderari
- Santa Maria de Manu
- Santa Maria de Metrio
- Santa Maria degli Angeli
- Santa Maria della Purificazione in Banchi
- Santa Maria dei Cerchi
- Santa Maria del Carmine e Sant'Antonio
- Santa Maria del Carmine in Trastevere
- Santa Maria del Riscatto
- Santa Maria del Rosario nel Castello
- Santa Maria del Rosario nel Cimitero di Santo Spirito
- Santa Maria dell'Arco in un Torrione
- Santa Maria della Concezione alla Lungara
- Santa Maria della Concezione delle Cappuccine
- Santa Maria della Concezione dei Sacconi Turchini
- Santa Maria della Concezione in Vaticano
- Santa Maria della Febbre
- Santa Maria della Neve dei Foglianti
- Santa Maria della Purificazione ai Monti
- Santa Maria della Purificazione di Ponte
- Santa Maria della Sanità
- Santa Maria della Strada
- Santa Maria della Torre
- Santa Maria delle Grazie a Porta Angelica
- Santa Maria delle Grazie al Colosseo
- Santa Maria delle Lauretane
- Santa Maria delle Vergini
- Santa Maria Imperatrice
- Santa Maria in Campo Carleo
- Santa Maria in Carinis
- Santa Maria in Macello Martyrum
- Santa Maria in Posterula
- Santa Maria in San Giovannino
- Santa Maria in Turri
- Santa Maria in Vincis
- Santa Maria Liberatrice al Foro Romano
- Santa Maria Maddalena
- Santa Maria Maddalena al Quirinale
- Santa Maria Maddalena nello Spedale de' Pazzi
- Santa Maria Maggiore in Aventino
- Santa Maria Regina Coeli
- Santa Maria Sotto L'Arco in Vaticano
- Santa Marta in Vaticano
- San Martino ai Pelamantelli
- San Matteo in Merulana
- San Michele Arcangelo ai Corridori di Borgo
- San Niccolò de Columna
- San Nicola degli Incoronati
- San Nicola dei Cesarini
- San Nicola de Portiis
- San Nicola de Tofo
- San Nicola in Arcione
- San Norberto
- Sant'Orsola della Pietà
- Sante Orsola e Caterina
- San Pantaleo iuxta Flumen
- San Paolo alla Colonna
- San Pietro in Vaticano[2]
- San Salvatore de Cacaberis
- San Romualdo
- Santissimo Sacramento e Santa Caterina da Siena
- Santissimo Sacramento in San Giovanni della Malva
- San Salvatore a Ponte Rotto
- San Salvatore ad Tres Images
- San Salvatore de Arcu Trasi
- San Salvatore de Corneliis
- San Salvatore de Porta
- San Salvatore in Primicerio
- San Salvatore in Thermis
- Santi Sebastiano e Valentino
- Santi Sergio e Bacco al Foro Romano
- San Silvestro
- San Silvestro a Porta Settimiana
- San Simeone Profeta
- Santa Sinforosa
- Santo Spirito ai Monti
- Santo Stefano
- Santo Stefano del Trullo
- Santo Stefano in Piscinula
- Santo Stefano degli Ungheresi
- Santa Teresa a Monserrato
- Santa Teresa alle Quattro Fontane
- Santi Teresa e Carlo
- San Trifone
- San Trifone in Posterula
- Santissima Trinità della Missione
- Sant'Urbano a Campo Carleo
- Santi Venanzio e Ansovino
- Santi Vincenzo e Anastasio alla Regola

Santa Maria della Clemenza, San Giovanni in Ayno,Teresa Gerini , Santa Maria ad Magos